# Giuseppe Piccioni
Giuseppe Piccioni (ur. 2 lipca 1953 w Ascoli Piceno) – włoski reżyser i scenarzysta filmowy. Autor kilkunastu filmów fabularnych.
Jego najgłośniejszy obraz, Nie z tego świata (1999), zdobył pięć nagród włoskiego przemysłu filmowego David di Donatello, w tym za najlepszy film roku i najlepszy scenariusz. Sukcesem okazało się również Światło moich oczu (2001), które przyniosło dwojgu wykonawcom głównych ról, Luigiemu Lo Cascio i Sandrze Ceccarelli, Puchar Volpiego dla najlepszego aktora i aktorki na 58. MFF w Wenecji.
Inne wybrane obrazy w reżyserii Piccioniego to m.in. Życie, o jakim marzę (2004), Giulia nie wychodzi wieczorem (2009), Czerwony i niebieski (2012) i Te dni (2016).